# تفجير بوروبودور 1985
تفجير بوروبودور تفجير وقع في 21 يناير 1985م عندما انفجرت تسع قنابل في معبد بوروبودور البوذي في ماجيلانج جاوا الوسطى في إندونيسيا. لم تقع إصابات بشرية في هذا الهجوم، إلا أن تسع ستوبا في المدرجات العلوية المدورة لأروباداتو تضررت بشدة جراء القنابل.

## مرتكب الجريمة
في عام 1991 حُكم على واعظ مسلم أعمى اسمه حسين علي الحبسي بالسجن مدى الحياة بتدبيره سلسلة من التفجيرات في منتصف الثمانينيات، بما في ذلك الهجوم على المعبد. يُعتقد أن الهجوم كان انتقامًا من الإسلاميين الإندونيسيين لمذبحة تانجونج بريوك في عام 1984. خلال المحاكمة رفض حبسي تحميله المسؤولية عن الهجوم وذكر محمد جواد وهو شخصية غامضة، باعتباره العقل المدبر الحقيقي. محمد جواد لا يزال مجهولا. في 23 مارس 1999 تم العفو عن حبسي وأفرج عنه من قبل إدارة الرئيس يوسف حبيبي. وحُكم على كل من عضوين آخرين في جماعة متطرفة يمينية نفذت التفجيرات بالسجن لمدة 20 عامًا في عام 1986 وحكم على رجل آخر بالسجن لمدة 13 عامًا.